# 安中景繁
安中 景繁（あんなか かげしげ）は、戦国時代から安土桃山時代にかけての武将。上野国安中城主。

## 略歴
安中氏は上野碓氷郡を本拠とした国衆。景繁は安中重繁の嫡男として誕生した。「景」の一字は、安中氏が長尾氏（越後上杉氏）に従属していた時期に長尾景虎（後の上杉謙信）の偏諱を受けたと推定される。
永禄5年（1563年）に甲斐武田氏が上野に侵攻した際に、父・重繁は松井田城、景繁は安中城にて抵抗するが、景繁は早い時期に降伏したため安中城を安堵されるが、父の重繁は抵抗を続けたために降伏後に松井田城を没収された上に出家・隠居を余儀なくされ、代わりに景繁が家督を継いだ。
武田氏従属後の安中氏は150騎を率い、小幡氏に次いで上野先方衆の中では二番目の動員力をもつ有力な従属国衆となった（『甲陽軍鑑』）。また、譜代家老で上野国衆との取次を務めた甘利信忠（昌忠）の指揮下に入り、景繁は信忠の妹を妻としている。天正3年（1575年）5月21日、武田氏と織田氏が三河国で衝突した長篠の戦いに、安中勢を率いて従軍し戦死した。没後、息子の七郎三郎（左近大夫）が跡を継いだ。
長篠の戦いに出兵した安中氏の軍は全滅に近く、当主以下ただの一人も安中へ帰ってくることができなかった、とする話も伝わる。